# 10.º governo republicano (Portugal)
O 10.º governo da Primeira República Portuguesa, nomeado a 15 de maio de 1915 e exonerado a 19 de junho do mesmo ano, foi liderado nominalmente por João Chagas. No entanto, no dia 17 de maio o presidente do Ministério sofreu um atentado que o cegaria de um olho, não chegando a tomar oficialmente posse. O ministro da Instrução Pública indigitado, José de Castro ocupou interinamente o cargo de presidente do Ministério até à exoneração do governo a 19 de junho, para tomar posse como presidente efetivo do 11.º ministério, que duraria até 29 de novembro.
A sua constituição era a seguinte:
| Cargo                              | Detentor | Detentor                                             | Período                                   |
| ---------------------------------- | -------- | ---------------------------------------------------- | ----------------------------------------- |
| Presidente do Ministério           |          | João Chagas (não empossado) (1863–1925)              | 15 de maio de 1915 a 29 de maio de 1915   |
| Presidente do Ministério           |          | José de Castro (interino) (1848–1929)                | 17 de maio de 1915 a 19 de junho de 1915  |
| Ministro do Interior               |          | João Chagas (não empossado) (1863–1925)              | 15 de maio de 1915 a 29 de maio de 1915   |
| Ministro do Interior               |          | José de Castro (interino) (1848–1929)                | 17 de maio de 1915 a 19 de junho de 1915  |
| Ministro da Justiça e dos Cultos   |          | Paulo Falcão (1873–1950)                             | 15 de maio de 1915 a 19 de junho de 1915  |
| Ministro das Finanças              |          | Tomé de Barros Queirós (1872–1926)                   | 15 de maio de 1915 a 19 de junho de 1915  |
| Ministro da Guerra                 |          | Basílio Teles (não empossado) (1856–1923)            | 15 de maio de 1915 a 17 de maio de 1915   |
| Ministro da Guerra                 |          | José de Castro (1848–1929)                           | 17 de maio de 1915 a 19 de junho de 1915  |
| Ministro da Marinha                |          | Francisco Fernandes Costa (1867–1925)                | 15 de maio de 1915 a 19 de junho de 1915  |
| Ministro da Marinha                |          | José de Castro (interino) (1848–1929)                | 17 de maio de 1915 a data indeterminada   |
| Ministro dos Negócios Estrangeiros |          | Augusto Alves da Veiga (não empossado) (1849–1924)   | 15 de maio de 1915 a 17 de maio de 1915   |
| Ministro dos Negócios Estrangeiros |          | Francisco Teixeira de Queirós (1848–1919)            | 17 de maio de 1915 a 19 de junho de 1915  |
| Ministro do Fomento                |          | Sebastião Magalhães Lima (não empossado) (1850–1928) | 15 de maio de 1915 a 17 de maio de 1915   |
| Ministro do Fomento                |          | Manuel Monteiro (1879–1952)                          | 17 de maio de 1915 a 19 de junho de 1915  |
| Ministro das Colónias              |          | José Jorge Pereira (1865–1932)                       | 15 de maio de 1915 a 19 de junho de 1915  |
| Ministro da Instrução Pública      |          | José de Castro (não empossado) (1848–1929)           | 15 de maio de 1915 a 17 de maio de 1915   |
| Ministro da Instrução Pública      |          | Sebastião Magalhães Lima (1850–1928)                 | 17 de maio de 1915 a 19 de junho de 1915  |
| Ministro da Instrução Pública      |          | José de Castro (interino) (1848–1929)                | 14 de junho de 1915 a 19 de junho de 1915 |